# Etlingera linguiformis
Etlingera linguiformis är en enhjärtbladig växtart som först beskrevs av William Roxburgh, och fick sitt nu gällande namn av Rosemary Margaret Smith. Etlingera linguiformis ingår i släktet Etlingera och familjen Zingiberaceae. Inga underarter finns listade i Catalogue of Life.